# Mercerie

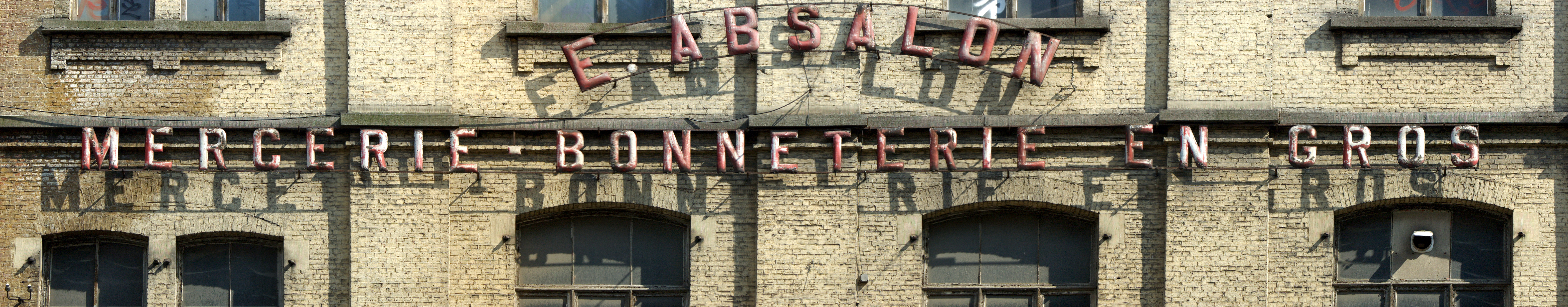
Un magazin de mercerie la Bruxelles

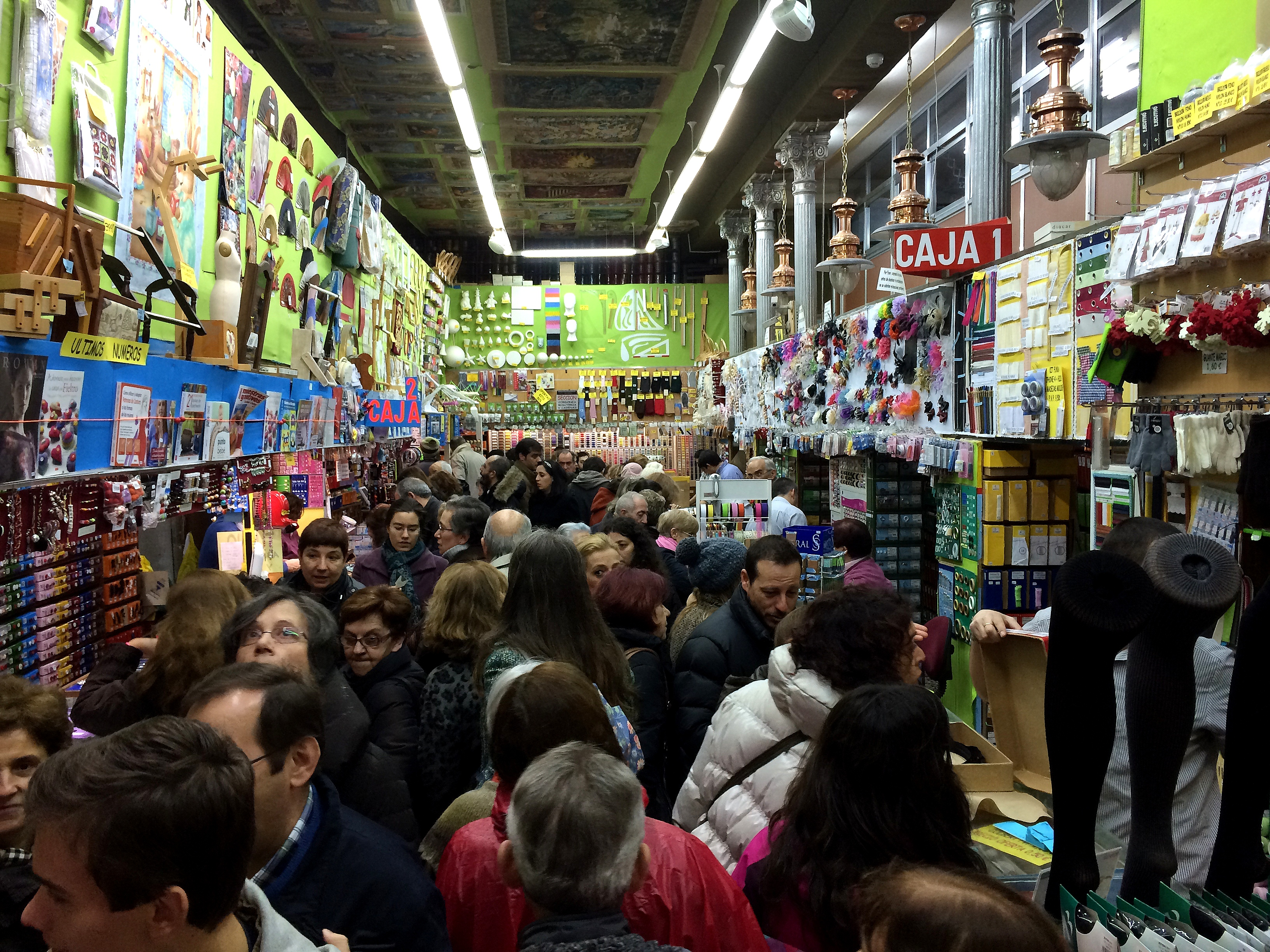
Un magazin de mercerie la Madrid

Merceria desemnează ansamblul de articole mărunte care servesc la cusut și la confecționarea de îmbrăcăminte sau de accesorii vestimentare: ață, ace de cusut sau de tricotat, nasturi, panglici, cordoane, șireturi etc. Prin extensie, cuvântul mercerie se referă la magazine specializate în comerțul cu aceste mărfuri, care și-au extins progresiv gama la cuțite, articole din metal, bijuterii, ornamente, piese de mobilier, piele, țesături etc. 

## Meseria de mercier
În Franța cel care comercializa acest gen de articole se numea „mercer”. Această denumire ocupațională este regăsită în documente încă din secolul al XII-lea (într-act de concesiune în piața din Champeaux în 1137) și este derivat din latinescul merx și din cuvântul francez vechi merz care înseamnă marfă.
În Evul Mediu, meseria de mercer era una dintre cele șapte meserii majore: practicanții ei comercializau bunuri produse de către alți meșteri sau importate. Se zicea despre ei: „Merciers, marchands de tout, faiseurs de rien” („Merceri, negustori de toate, producători de nimic”). Mercerii realizau un comerț en-gros, călătorind permanent, aprovizionându-se din marile târguri aflate în străinătate și aducându-și mărfurile încărcate pe catâri; în alte cazuri mercerii se aprovizionau de la negustori ambulanți sau își comandau mărfurile de la alți producători din oraș. În secolul al XIII-lea au obținut dreptul de a produce ei înșiși unele bunuri: haine cusute cu fir de aur, broderii etc. 
MercArticole de galanterie inclus o varietate de afaceri, inclusiv metale și articole de cusut, așa-numita " petite mercerie ". Un mercier era un negustor care făcea parte din breasla mercerilor (cu meșterii și ucenicii săi), care era condusă până în 1597 de un roi des merciers. Această breaslă și-a stabilit statutul în 1545, a acceptat femei care să practice această meserie și era împărțit în mai multe categorii în secolul al XVII-lea: giuvaergii, negustori de articole de fierărie, negustori de articole de papetărie  etc. Breasla mercerilor s-a unit cu cea a postăvarilor în 1703.
În secolul al XIX-lea, înainte de apariția haute couture și a marilor creatori de modă, mercierul vindea țesături și stofe pentru clienții săi; aceste țesuturi erau realizate de croitori după indicațiile clientului.

## Magazinul de mercerie

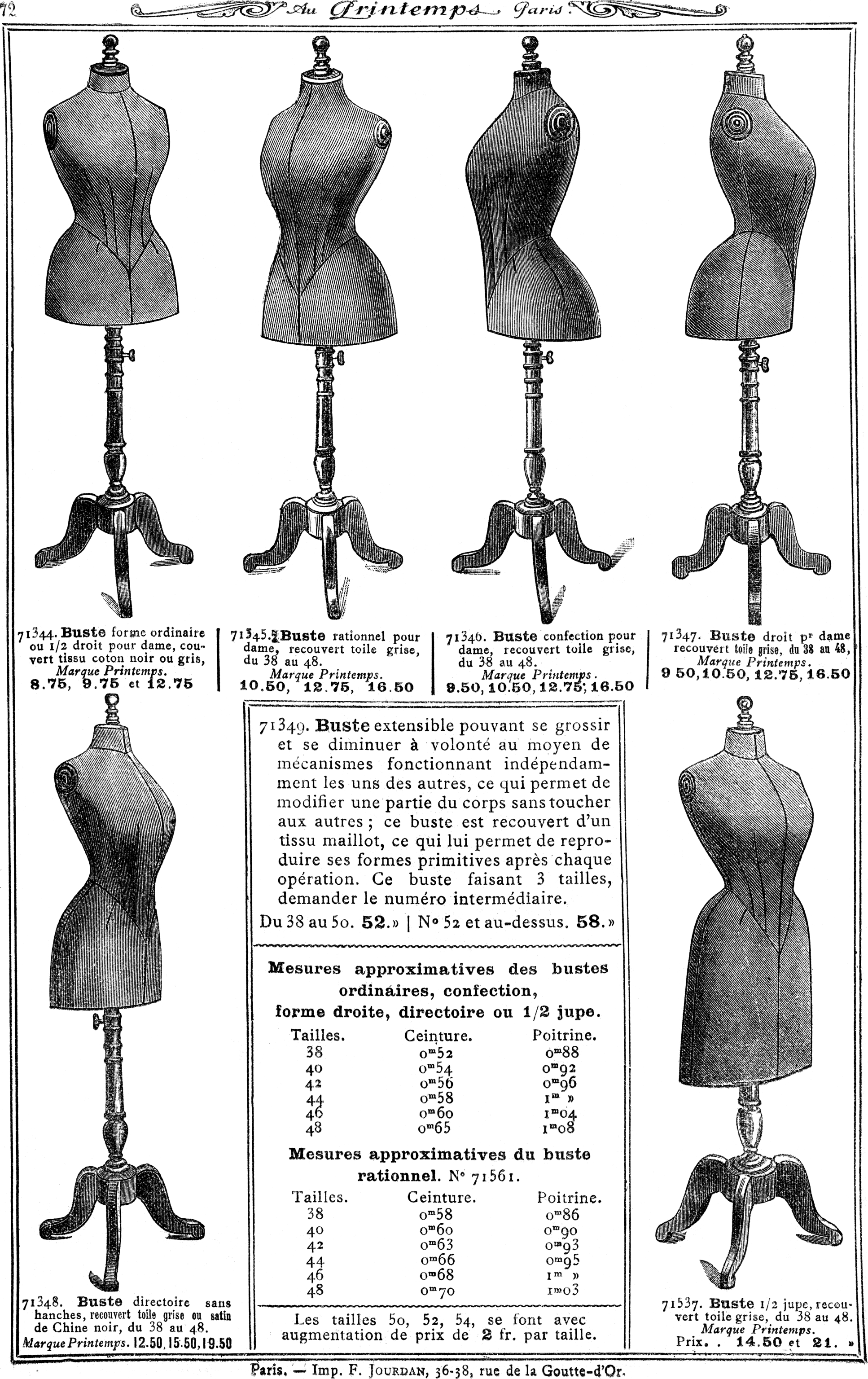
Catalog de articole de mercerie în Printemps, 1912

Apărute pentru prima dată în secolul al XII-lea, magazinele de mercerie vindeau inițial un set de articole care serveau la cusut, la realizarea hainelor și a ornamentelor vestimentare. 
Principalele articole vândute erau ace, ață și articole de pasmanterie (cordoane, dantelării, panglici, nasturi, capse, cretă de croitorie), adică articolele consumabile pentru cusut și brodat.
Magazinele de mercerie au fost treptat înlocuite în secolul al XIX-lea de raioanele de mercerie ale supermarketurilor. În prezent mai există foarte puține magazine de mercerie, în special sub forma raioanelor de mercerie din marile magazine. S-a îmbunătățit astfel posibilitatea de alegere a articolelor de mercerie, putând fi găsite tot soiul de articole pentru tricotat sau pentru activități manuale creative.

## Legături externe
- Merciers
- Mercerie Indienne Arhivat în 20 ianuarie 2018, la Wayback Machine.